# Кампу-Пекену (станция метро)
«Ка́мпу-Пеке́ну» (порт. Campo Pequeno) — станция Лиссабонского метрополитена. Одна из первых одиннадцати станций метро в Лиссабоне. Находится в центральной части города. Расположена на  Жёлтой линии (Линии Подсолнечника) между станциями «Энтри-Кампуш» и «Салданья». Открыта 29 декабря 1959 года. Названа в честь арены «Кампу-Пекену» (порт. Praça de Touros do Campo Pequeno). В переводе с португальского дословно означает «малое поле».

## Описание
Первоначальный вид станции был схож с остальными станциями первой очереди метрополитена. Архитектор — Фалькао и Кунья, художник — Мария Кейл. Из декораций на станции были использованы керамические плитки в бело-голубых тонах.
29 марта 1979 года была завершена реконструкция станции, направленная на удлинение пассажирских платформ до 105 метров, чтобы станция могла принимать 6-вагонные составы. Архитектор — Бенолиэл ди Карвалью, художник — Мария Кейл.
В 1994 году станция подверглась масштабной реконструкции под руководством архитектора Дуарте Нуно Симойнша. На станции были установлены мраморные скульптуры, изображающие женщин, торгующих на рынке. Это связано с большой концентрацией рынков вблизи арены «Кампу-Пекену». Так же стены платформ были украшены изображениями быков и тореадоров, т.к. арена «Кампу-Пекену» как правило используется для боёв быков.
В 1996 году рядом со станцией открылся торговый центр (порт. Centro Comercial do Campo Pequeno), который был соединён переходом со станцией.

## Галерея
- Азулежу работы Марии Кейл
- Вход с улицы
- Изображение всадников португальской торады
- Пропускные турникеты в вестибюле
- Скульптурная композиция в южной части зала
- Скульптуры женщин и посадочная платформа
- Скульптура продавщицы рыбы (порт. peixeira)
- Скульптура женщины с яблоком и корзиной